# Distretto di Siemiatycze
Il distretto di Siemiatycze (in polacco powiat siemiatycki) è un distretto polacco appartenente al voivodato della Podlachia.

## Geografia antropica

### Suddivisioni amministrative
Il distretto comprende 9 comuni.
- Comuni urbani: Siemiatycze
- Comuni urbano-rurali: Drohiczyn
- Comuni rurali: Dziadkowice, Grodzisk, Mielnik, Milejczyce, Nurzec-Stacja, Perlejewo, Siemiatycze